# Isavia
Isavia ohf es la empresa proveedora y gestora nacional de aeropuertos y navegación aérea de Islandia. La compañía opera todos los aeropuertos públicos y servicios de navegación aérea del noreste del Atlántico. La sede central se encuentra en el Aeropuerto de Reykjavík en Reikiavik.

## Historia
La empresa fue fundada en 1945 como la Administración de Aviación Civil Islandesa (Flugmálastjórn Íslands). Con la creación de la compañía pública Flugstodir ltd. en 2006, sus servicios fueron separados de la propia administración. El 31 de enero de 2010 Flugstodir and Keflavik International Airport Ltd. fue convertida en una empresa privada formando Isavia como gestora pública.

## Aeropuertos
Isavia opera todos los aeropuertos públicos de Islandia. Un total de 2,165,423 de pasajeros extranjeros y 781,357 pasajeros residentes pasaron por estos aeropuertos en 2011.
- Aeropuerto de Akureyri
- Aeropuerto de Ísafjörður
- Aeropuerto de Bakki
- Aeropuerto de Bíldudalur
- Aeropuerto de Egilsstaðir
- Aeropuerto de Gjögur
- Aeropuerto de Grímsey
- Aeropuerto de Hornafjörður
- Aeropuerto de Keflavík
- Aeropuerto de Reykjavík
- Aeropuerto de Sauðárkrókur
- Aeropuerto de Þingeyri
- Aeropuerto de Húsavík
- Aeropuerto de Þórshöfn
- Aeropuerto de Vestmannaeyjar
- Aeropuerto de Vopnafjörður